# Cacaxtla
Cacaxtla è un sito archeologico  situato vicino all'estremità meridionale dello stato messicano di Tlaxcala.

## Storia

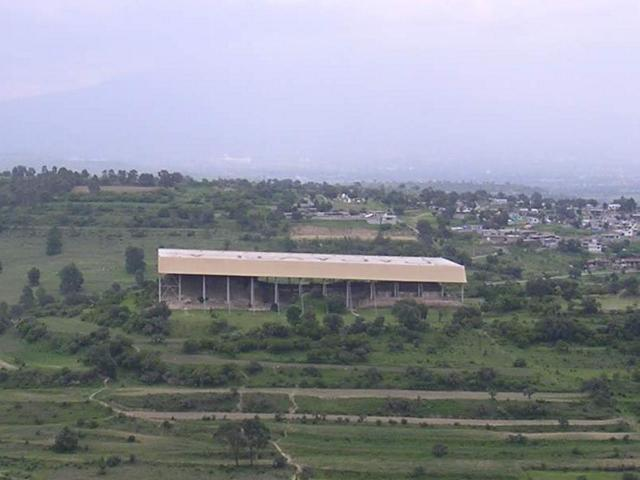
Il Gran Basamento, protetto dalla struttura metallica

Cacaxtla fu la capitale della regione abitata dagli Olmechi-Xicalanca. L'origine degli Olmechi-Xicalanca è incerta, ma si pensa che provenissero dalla costa che si affaccia sul Golfo del Messico dove forse risiedeva la Civiltà Maya che arrivò in questa parte del Messico centrale attorno al 400 ca.
Il termine "Olmechi-Xicalanca" fu menzionato per la prima volta dallo storico Tlaxcalano Diego Muñoz Camargo alla fine del XVI secolo. Egli descrisse Cacaxtla come il principale insediamento degli Olmechi, sebbene la "cultura Olmeca" a cui ci riferiamo oggi si estinse all'incirca nel 400 (Era Volgare), ovvero circa 800 anni prima.
Dopo la caduta della vicina città di Cholula (ca. 650 - 750), alla quale i Cacaxtlecas potrebbero essere stati coinvolti, Cacaxtla divenne egemone in questa parte della valle di Tlaxcala-Puebla. La sua ascesa giunse al culmine attorno al 900 d.C. e, entro il 1000, la città fu abbandonata.

### Storia moderna del sito

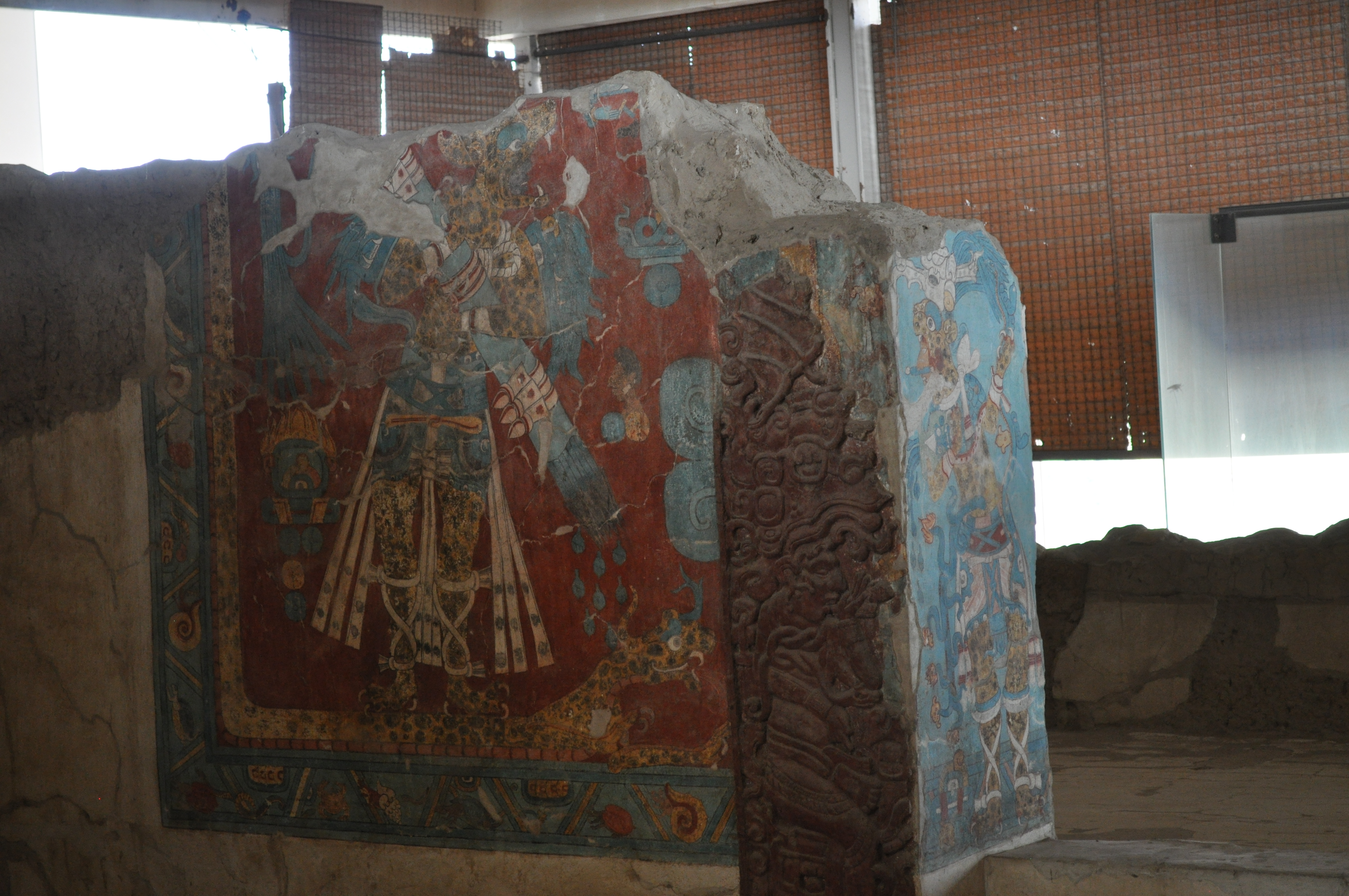
Dettaglio del Portico A

La città fu riscoperta nel 1975 da saccheggiatori, ma presto attirò l'attenzione degli archeologi.

## La città
Il centro originale della città di Cacaxtla (200 m di lunghezza e 25 di altezza) è detto Gran Basamento e consiste di una piattaforma naturale che offriva una posizione difensiva e di comando sulle terre circostanti.
I principali edifici civili e religiosi della città erano disposti su questa piattaforma, così come le residenze della classe religiosa. Molte altre piramidi minori e basi di templi erano situati nelle vicinanze del Gran Basamento.
Siccome il Gran Basamento di Cacaxtla non fu scavato fino agli anni 1980 molte delle decorazioni dei colorati muri originali furono preservate e possono essere apprezzate in situ dai visitatori.
Di particolare interesse è il fatto che la maggior parte degli affreschi sembrano combinare la simbologia delle culture dell'Altipiano con le influenze della Civiltà Maya, rendendo Cacaxtla unica nel suo genere.
Il più famoso dipinto di Cacaxtla è l'"Affresco della Battaglia", o Mural de la batalla, situato nella piazza nord del basamento. Datato anteriormente al 700 d.C., è localizzato sul muro calcareo di una base di un tempio ed è diviso in due da una scalinata centrale. Ritrae due gruppi di guerrieri impegnati a darsi battaglia: su un lato ci sono guerrieri giaguaro, armati con lance, coltelli di ossidiana e scudi rotondi che stanno combattendo con guerrieri uccello (alcuni di essi sono mostrati nudi e in vari stadi di smembramento).

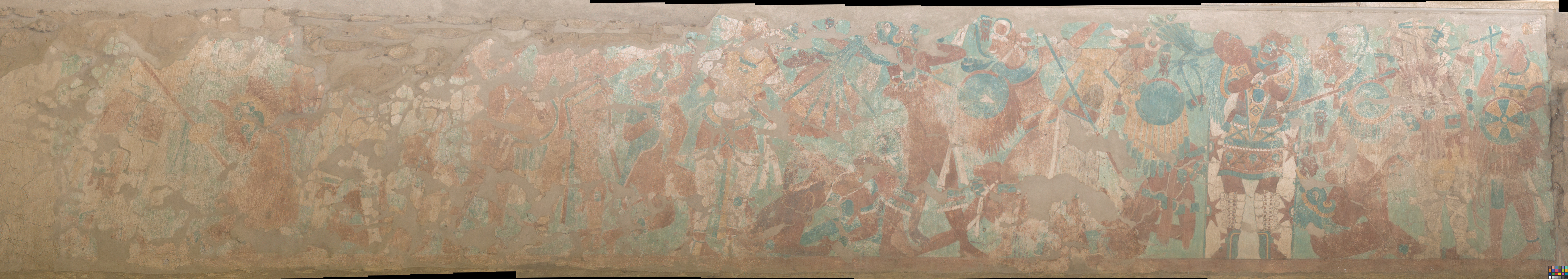
Mural della Batalla

## Visita del sito
Il sito archeologico è mantenuto dall'Istituto Nazionale di Antropologia e Storia (INAH) ed è aperto dal martedì alla domenica dalle 8:00 alle 17:30. Il costo del biglietto è di 46 Pesos Messicani. 
Oltre alle rovine, c'è un piccolo ma ben organizzato museo contenente modelli di come la città doveva apparire nel massimo del suo splendore ed una collezione di artefatti ritrovati nel luogo.
A causa dei forti temporali del 21 maggio 2007, il sito archeologico fu chiuso fino all'Aprile 2008.
Il sito fu riaperto il 30 aprile 2008.